# Andrónico Luksic Craig

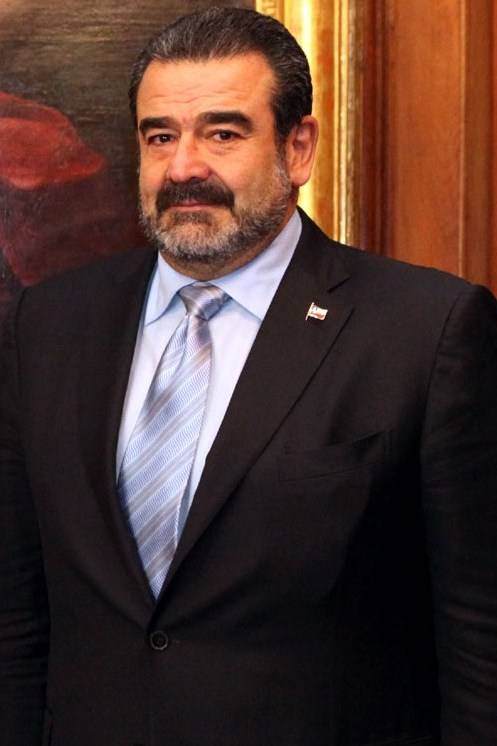
Andrónico Luksic Craig

Andrónico Mariano Luksic Craig (Antofagasta, 16 de abril de 1954) é um empresário chileno, presidente da empresa Quiñenco, empresa matriz do Grupo Luksic — um dos maiores conglomerados do  Chile— a empresa Quiñenco é responsável pela administração das operações industriais e financeiras do Grupo Luksic. Além disso,  Andrónico Luksic faz parte de diretorias de diversas empresas. A família Luksic possui uma das maiores fortunas do mundo segundo a revista Forbes. Em 2015, sua fortuna de 13 bilhões de dólares, ocupava o ranking de número 82 no mundo inteiro e a 1ª posição no Chile. Segundo o ranking da revista Forbes 2017 a fortuna da Família Luksic alcançou 13,7 bilhões de dólares.

## Biografia
Nasceu em 1954, sendo o primogênito do casal Andrónico Luksic Abaroa e Ena Craig Monett, do qual também nasceria Guillermo Luksic. Seu pai descende de imigrantes croatas e bolivianos. Sua mãe faleceu durante uma operação de coração, quando Andrónico tinha 5 anos. Em 1961 seu pai se casou com Iris Fontbona, união da qual nasceram três filhos: Maria Paola, Maria Gabriela e Jean-Paul Luksic. Andrónico sempre tratou como mãe a sua madrasta Iris Fontbona.
Andrónico Luksic Craig passou sua infância em Antofagasta (norte do Chile), aonde realizou sua educação básica no colégio San Luis. Em 1967 sua família se mudou a Santiago, aonde passaram a viver numa casa na Avenida Alcántara.
Andrónico realizou seus estudos primários na The Grange School, em Santiago, e o ensino secundário na Dublin School, em New Hampshire (Estados Unidos). A seguir ele ingressou na Babson College, uma escola de negócios particular em Massachusetts.
Andrónico Luksic, quando morou na Argentina, conheceu e casou-se com a argentina Patricia Lederer Tcherniak, com a qual teve cinco filhos:  Andrónico, Davor, Dax, Maximiliano e Fernanda. O casal se divorciou em 2016.
Andrónico Luksic pratica o montanhismo e já escalou algumas das grandes montanhas do mundo, incluindo o Monte Everest e outras seis montanhas que fazem parte dos Sete cumes. Ele se graduou como oficial da reserva da Força Aérea do Chile.
Luksic doou 3 bilhões de pesos chilenos, equivalente a 4,6 milhões de dólares ao evento beneficente televiso Teletón (Chile) 2017. Andrónico Luksic se comprometeu a reconstruir uma escola infantil da Villa Santa Lucía na região de Los Lagos, depois dos deslizamentos de terra do dia 16 de dezembro de 2017 que soterraram 20 casas das 200 existentes na referida localidade.

## Carreira empresarial
Depois do Golpe de Estado no Chile em 1973, o pai do empresário, Andrónico Luksic Abaroa teve que deixar o Chile e partir a Londres, pois foi acusado de ter cooperado com o governo da Unidade Popular. Andrónico Luksic Craig, se radicou na Argentina, assumindo os negócios que a família Luksic tinha no país vizinho. Eles tinham por lá uma distribuidora de automóveis, uma fábrica cervejeira, fazendas de gado e de plantações. Na sua juventude ele também exerceu negócios no ramo de transportes.
Em 1978, ele assumiu como diretor do grupo Quiñenco, que nesse tempo agrupava todos os investimentos do grupo Luksic. A Quiñenco se uniu com a empresa alemã Paulaner e se converteram nos acionistas majoritários da Companhia das Cervejarias Unidas (CCU) em 1986, compra que foi atribuída a gestão de Andrónico Luksic. No ano seguinte ele ficou no cargo do setor financeiro do grupo.  Assim, posteriormente foi nomeado vice-presidente do grupo Quiñenco e integrou os conselhos das empresas que compõem as filiais, como CCU, Madeco e Banco de Chile. Em 2002 Luksic assumiu a vice-presidência do Banco de Chile. Também integrou as diretorias da Sociedade de Fomento Fabril (Sofofa) e da Bolsa de Comércio de Santiago. Alem disso, ele é controlador do Canal 13 de TV chilena.
Com o objetivo de criar intercâmbios dos acadêmicos e estudantes do Chile com os centros de excelência internacionais, Andrónico apoia a instalação de centros globais de Harvard, Columbia e MIT no Chile. Ele também é administrador fiducidário no Babson College; sendo membro do conselho consultivo da Harvard Global; do conselho consultivo de América Latina da Escola de Negócios de Harvard; do conselho consultivo da Escola de Economia e Administração da Universidade de Tsinghua e da Escola de Administração da Universidade de Fudan. Ele também participa do David Rockefeller Center for Latin American Studies; do Comitê Assessor para América Latina da Escola de Negócios de Harvard; do conselho consultivo internacional da Escola de Governo Blavatnik da Universidade de Oxford, e do conselho executivo de América Latina da Escola de Administração e Direção de Empresas Sloan do MIT.
Além disso, ele é o fundador da Fundação Educacional Oportunidad, dedicada à melhoria da educação pré-escolar no Chile e da Fundação Amparo y Justicia, que acolhe famílias de crianças vítimas de abuso sexual.
Ele fez parte do Conselho Consultivo Empresarial da APEC entre o ano de 2000 até 2015. Em 2011, foi nomeado vice-presidente do Conselho Assessor Internacional de Líderes de Negócios pelo prefeito de Xangai, China. Ele também é membro da Comissão de Assessoria Internacional da Instituição Brookings e da Bolsa de Nova Iorque. É membro do Conselho Assessor da Autoridade do Canal do Panamá e do conselho Assessor Comercial do Foro da Cooperação Econômica Ásia-Pacífico (APEC).